# Mario Iceta Gavicagogeascoa
Mario Iceta Gavicagogeascoa (Guernica y Luno, 21 de março de 1965) é um clérigo católico romano espanhol, bispo de Bilbau (2010-2020) e desde 2020, arcebispo de Burgos.

## Biografia
Mario Iceta Gavicagogeascoa nasceu em Guernica y Luno. Estudou sete anos em Lekaroz, escola dos Capuchinhos no vale Baztán de Navarra. Depois, cursou medicina e cirurgia pela Universidade de Navarra. Fez os estudos filosóficos e teológicos na Faculdade de Teologia de Navarra (1988-1992) e posteriormente no Seminário de Córdoba (1992-1994), obtendo o Bacharelado em Teologia na Universidade Pontifícia Comillas, Madrid (1994).
Obteve o doutorado em Medicina e Cirurgia (1995) na Universidade de Navarra, com tese em Bioética e Ética Médica. Também doutorou-se em Teologia (2002), com tese em Moral Fundamental. Em Roma obteve a licenciatura em teologia moral (1999) e o doutorado (2002) pelo Pontifício Instituto de Estudos sobre Matrimônio e Família. Possui mestrado em Economia pela Fundação Universidad Empresa e pela Universidade Nacional de Educação a Distância, de Madrid (1995-1997).
Iceta é autor de livros e artigos em revistas especializadas em Medicina ou Bioética. Fundador da Sociedad Andaluza de Investigación Bioética (Córdoba, 1993) e da revista especializada Bioetica y Ciencias de la salud. É membro correspondente da Real Academia de Ciências, Belas Letras e Nobres Artes de Córdova na Seção de Ciências Morais, Políticas e Sociais (2004). Frequentou cursos avançados de solfejo, canto coral, harmonia e piano. Ele fala, além de espanhol e basco, inglês, francês, alemão e italiano.

### Sacerdócio
Em 16 de julho de 1994, Iceta foi ordenado por Dom José Antonio Infantes Florido, na catedral de Córdoba, permanecendo ao serviço da diocese de Córdoba.
Desenvolveu seu ministério sacerdotal na diocese de Córdoba: membro in solidum do grupo sacerdotal de Priego de Córdoba (1994-1997); pároco da Imaculada Conceição de Almodóvar del Río (2002-2004); pároco de Santo Domingo de Guzmán de Lucena (2004-2007); vigário episcopal de Campiña (2004-2007); cônego penitenciário (2005-2007); membro do Conselho de Administração e Presidente da Comissão de Investimentos do banco Caja Sur; professor de Sagrada Liturgia, de Teologia dos Sacramentos, de Música e Canto Litúrgico (1994-1997) e depois de Teologia Moral e Bioética no Seminário Maior San Pelagio (desde 2002). Também era Vigário Geral e Moderador da Cúria (2007); Cônego Arcediago-Ecônomo (2007); Capelão das Irmãzinhas dos Idosos Abandonados de Córdoba; Professor Associado de Moralidade Fundamental e Bioética na Faculdade de Teologia da Universidade de Navarra.

### Bispo
Em 5 de fevereiro de 2008, o Papa Bento XVI nomeou Iceta como bispo titular de Álava e bispo auxiliar de Bilbau. Recebeu a consagração episcopal na Catedral de Bilbau em 12 de abril do mesmo ano, por Ricardo Blázquez Pérez, Bispo de Bilbao; os principais co-consagradores foram Carlos Cardeal Amigo Vallejo, OFM, Arcebispo de Sevilha, e Manuel Monteiro de Castro, núncio apostólico na Espanha.
Em outubro de 2015, foi um dos delegados da Espanha na XIV Assembleia Geral Ordinária do Sínodo dos Bispos (Sínodo sobre a Família). Ele foi escolhido para fazer a homilia na abertura da assembleia do Sínodo em 24 de outubro.
Foi Administrador Apostólico da Diocese de Bilbau desde 17 de abril de 2010, com a transferência de Ricardo Blázquez, até 24 de agosto, quando o Vaticano emitiu sua nomeação como bispo de Bilbau. Era o bispo mais jovem do episcopado espanhol naquele momento.

### Arcebispo
Em 6 de outubro de 2020, o Papa Francisco o nomeou arcebispo de Burgos, sucedendo a Fidel Herráez. Permaneceu como administrador apostólico de Bilbau até 5 de dezembro, quando foi instalado na sé de Burgos.
Na Conferência Episcopal Espanhola, é membro das Comissões Executiva e Permanente desde 3 de março de 2020, reeleito em 2024. De 2014 a 2020, foi Vice-Presidente da Comissão Episcopal para o Apostolado dos Leigos e Presidente da Subcomissão para a Família e o Defesa da Vida. Foi também membro da Comissão de Liturgia (2011-2014).
Em 1 de junho de 2022, o Papa Francisco o nomeou como membro da Congregação para o Culto Divino e Disciplina dos Sacramentos.